# Пакдиль, Нури

Нури Пакдиль

Нури Пакдиль (1934 — 18 октября 2019) — турецкий писатель, поэт, эссеист, издатель и редактор.

## Биография
Родился в 1934 году в Кахраманмараше в семье Зияоглу Ходжи Эмина-эфенди и его жены Хатидже-ханым. Отец Нури был верующим, поэтому читать Коран будущий писатель научился раньше чем выучил турецкий алфавит. Также вследствие религиозных убеждений отца Нури не ходил в начальную школу. Впрочем, среднюю школу он всё же окончил, хоть и тремя годами позднее, чем должен был. Также в этот период Нури Пакдиль научился читать книги на османском языке. В 1954-55 годах издавал журнал «Hamle».
После окончания школы переехал в Стамбул. Там он познакомился с Неджипом Фазылом и Сезаи Каракочем. В 1964 году работал редактором газеты «İstiklal». В следующем году окончил юридический лицей при Стамбульском университете. В 1967-73 годах в организации государственного планирования. Затем — в министерстве промышленности. В 1969-84 годах издавал журнал «Edebiyat Dergisi» (рус. литературный журнал).

## Творчество
Примером для себя считал Неджипа Фазыла.
Писать начал ещё во время учёбы в школе. Первые произведения (поэзия и эссе) опубликовал тогда же в газете «Demokrasiye Hizmet».